# Euryhelmis monorchis
Euryhelmis monorchis är en plattmaskart. Euryhelmis monorchis ingår i släktet Euryhelmis och familjen Heterophyidae. Inga underarter finns listade i Catalogue of Life.